# Hylaeus globula
Hylaeus globula là một loài Hymenoptera trong họ Colletidae. Loài này được Vachal mô tả khoa học năm 1903.